# Оганьянц Грант Аракелович
Оганьянц Грант Аракелович (1918 — 26 серпня 1944) — радянський військовик часів Другої світової війни, командир танкової роти 71-го танкового полку 11-ї гвардійської кавалерійської дивізії 5-го гвардійського кавалерійського корпусу, капітан. Герой Радянського Союзу (1945).

## Біографія
Народився у 1918 році в слободі Нальчик, нині — столиця Кабардино-Балкарії (за іншими даними народився у Ташкенті) в родині робітника. Вірмен.
Закінчив 7 класів школи, робітфак і Кабардино-Балкарський педагогічний інститут. Працював учителем.
У 1940 році призваний до лав РСЧА Єсентуківським РВК. У 1942 році закінчив Смоленське військово-політичне училище й курси перепідготовки бронетанкових військ. Член ВКП(б) з 1942 року.
Учасник німецько-радянської війни з грудня 1942 року. Командував танковим взводом, танковою ротою 71-го танкового полку 11-ї гвардійської кавалерійської дивізії на Закавказькому, Північно-Кавказькому, Південному, 4-у і 2-у Українських фронтах.
8 вересня 1943 року старший лейтенант Оганьянц Г. А., командуючи танковою ротою поблизу річки Кальміус, відбив три контратаки супротивника, знищивши одну САУ «Ferdinand» і три мінометних обслуг. Під час штурму населених пунктів Білокам'янка і Новоласпа знищив мінометну обслугу і одну гармату.
Під час форсування річки Серет в районі Ротунда Ажюдень (Румунія) 24 серпня 1944 року, попри щільний вогонь супротивника, вийшов з танку й протягом 30 хвилин у плав здійснив розвідку броду, чим забезпечив вдале форсування річки й захоплення плацдарму на правому березі.
При прориві довготривалої оборони угорців і німців на угорсько-румунському кордоні 26 серпня 1944 року в районі Узвельд, не зважаючи на складні умови гірсько-лісистої місцевості в Карпатах, танкова рота капітана Г. А. Оганьянца гарматним вогнем зробила прохід у протитанкових надовбах і зупинилась перед мінним полем. Намагаючись знайти прохід у мінному полі, капітан Оганьянц, попри кулеметний вогонь ворога, вийшов із танка, знайшов прохід, але був смертельно поранений.
Похований на Центральному військовому цвинтарі у місті Чернівці.

## Нагороди
Указом Президії Верховної Ради СРСР від 24 березня 1945 року за зразкове виконання бойових завдань командування на фронті боротьби з німецько-фашистськими загарбниками та виявлені при цьому відвагу і героїзм, капітанові Оганьянцу Гранту Аракеловичу присвоєне звання Героя Радянського Союзу (посмертно).
Нагороджений орденами Леніна (24.03.1945) і Вітчизняної війни 2-го ступеня (04.10.1943).